# Aphyllorchis evrardii
Aphyllorchis evrardii är en orkidéart som beskrevs av François Gagnepain. Aphyllorchis evrardii ingår i släktet Aphyllorchis och familjen orkidéer. Inga underarter finns listade i Catalogue of Life.